# Jelena Sjalamova
Jelena Sjalamova (ryska: Елена Владимировна Шаламова), född den 4 juli 1982 i Astrachan, Sovjetunionen, är en rysk gymnast.
Hon tog OS-guld i rytmisk gymnastik för trupper i samband med de olympiska gymnastiktävlingarna 2000 i Sydney.